# Список персонажів телесеріалу «Мерлін»

Це список персонажів всесвіту британського фентезійного телесеріалу «Мерлін», що вперше вийшов у 2008–2012 роках на каналі BBC і заснований на легендах про Короля Артура, хоча і значно відрізняється від традиційних.

## Головні персонажі
- Мерлін (Колін Морган)  — юний чарівник, доля якого оберігати принца Артура на шляху сходження до королівського трону. Своїми чарами Мерлін щодня рятує життя принца, згодом короля, залишаючись простим  слугою.
- Артур Пендраґон (Бредлі Джеймс) — наслідний принц Камелота, доля якого стати «королем, який об'єднає землі Альбіону».
- Гай/Гаюс (Річард Вілсон)  — придворний лікар, "другий батько" Мерліна.
- Утер Пендраґон (Ентоні Гед) — батько Артура, противник будь-якого вияву чарів.
- Морґана (Кеті МакГраф)  — підопічна Утера, сестра Артура по батькові, у пізніших сезонах — зла чарівниця.
- Ґвен (Енджел Колбі)  — служниця Моргани, потім королева — дружина Артура.
- Великий Дракон/Кілгарра (Джон Херт) - останній живий дракон, якого Утер залишив у підвалах Камелота.
- Аґравейн (Натаніель Паркер) — брат Іґрейни, дядько Артура.

## Епізодичні персонажі
- Алатор (Ґері Льюїс) — маг, що здатний змусити людей розповідати правду. Морґана звертається до нього за допомогою, щоб дізнатися, хто такий Емріс. З'являється в епізодах 4х07 «The Secret Sharer» та 5х10 «The Kindness of Strangers».
- Альфрик (Кеннет Кренхем) — прибув у Камелот на запрошення Артура, який врятував його з донькою Софією від розбійників у лісі. Насправді вони є чарівними істотами, відомими як «народ Ші». З'являється в епізоді 1х07 «The Gates of Avalon».
- Лорд Баярд (Клайв Рассел) — правитель сусіднього королівства Мерсії, з яким Утер має підписати мирний договір. З'являється в епізоді 1х04 «The Poisoned Chalice».
- Балінор (Джон Лінч) — останній повелитель драконів, носій давньої магії і батько Мерліна. З'являється в епізодах 2х13 «The Last Dragonlord» та 5х12 «Diamond of the Day, Part One».
- Великий Драгун (Колін Морган) — один з двох персонажів, яких Мерлін використовує як прикриття (інший це Долма). Мерлін перетворює себе на Драгуна за допомогою зілля старіння, як правило, коли він хоче виконати план, в якому дуже важливо, щоб його не впізнали. Драгун - дуже сварливий старий і часто каже речі, які Мерлін хотів би сказати, але не наважується. Він також дозволяє Мерліну більш відкрито використовувати свою магію.
- Долма (Колін Морган) — один з двох персонажів, яких Мерлін використовує як прикриття (інший це Великий Драгун). З'являється в епізоді 5х09 «With All My Heart».
- Дреа (Кеті Мур) — молода жінка, яка жила в селі Говден. У прем'єрі четвертого сезону 4х01 «The Darkest Hour, Part One», її село було атаковане дорокка, духами мертвих. Їй вдалося втекти в Камелот, та повідомити Артуру, що трапилося.
- Еґлейн (Колін Селмон) — друїд, який живе у лісі Аскетір. Саме він розкриває Морґані її магічну сутність. З'являється в епізоді 2х03 «The Nightmare Begins».
- Едвін Мюрден (Джуліан Рхінд-Татт) — чарівник, який прибув в Камелот, видаючи себе за лікаря. Його мета - помститися за смерть батьків, які були страчені Утером. З'являється в епізоді 1х06 «A Remedy to Cure All Ills».
- Сер Еліан (Адетоміва Едан) — старший брат Гвен. Став одним з Лицарів Круглого столу.
- Еліс (Полін Коллінз) — колись чарівниця, цілителька, подруга Гая. З'являється в епізоді 3х09 «Love in the Time of Dragons».
- Еридіан (Чарльз Денс) — мисливець на відьом, найнятий Утером для пошуку чаклунів у Камелоті, після того як одна з городянок стала свідком магії Мерліна. З'являється в епізоді 2х07 «The Witchfinder».
- Сер Еван (Кіт Торн) — лицар Камелота. З'являється в епізоді 1х02 «Valiant».
- Єлена (Джорджія Кінг) — принцеса і дочка лорда Годвіна, старого друга Утера. З'являється в епізоді 3х06 «The Changeling».
- Леді Катрина (Сара Періш) — аристократка, спадкоємиця королівського дому Трегор — самозванка, троль, що набула вигляду справжньої Катріни завдяки чарівному зіллю. З'являється в епізодах 2х05 «Beauty and the Beast (Part 1)» та 2х06 «Beauty and the Beast (Part 2)».
- Корнеліус Сіган (Маккензі Крук) — великий маг давнини, жив у епоху заснування Камелота. Був страчений через своє чаклунство, і перед смертю прокляв Камелот, поклявшись повернутися і зруйнувати місто. З'являється в епізоді 2х01 «The Curse of Cornelius Sigan».
- Седрик (Маккензі Крук) — аферист, що проник до палацу, дискредитувавши Мерліна в очах Артура, з метою вкрасти дорогоцінний камінь із саркофага Корнеліуса Сігана. З'являється в епізоді 2х01 «The Curse of Cornelius Sigan».
- Король Сенред (Том Елліс) — правитель ворожого Камелоту королівства, союзник Моргаузи.
- Ярл (Ральф Айнесон) — з'являється в епізоді 3х12 «The Coming of Arthur: Part One».
- Король Елінд (Девід Скофілд) — король, що нібито прибув до Камелота, щоб підписати мирний договір, але насправді прагнув війни.
- Триклер (Кевін Елдон) — блазень короля Елінда, зачарував Артура Пендраґона та леді Вівіан, через що вони закохалися.
- Альварр (Джозеф Моул) — чаклун і воїн, зібрав усіх відданих друзів, боровся проти тиранії Утера, прагнув відновити вільне практикування магії в Камелоті.
- Метью (Джонатан Еріс) — житель Елдора, був убитий Каненом під час набігу на поселення.
- Канен (Александр Сіддіг) — розбійник, який тероризував країну королівства Ценреда, зокрема поселення Елдор.
- Джонас (Адам Годлі) — чарівне створіння із хвостом рептилії; слуга і спільник леді-тролів Катріни.
- Ізольда (Міранда Рейсон) — контрабандистка, кохана Трістана, що згодом допомогла Артуру, захистивши його від воїна Геліоса, ціною власного життя.
- Мірор (Адріан Лестер) — досвідчений вбивця, був найнятий королем Одіном, щоб убити принца Артура (раніше Артур вбив сина Одіна, через що той мститься Утеру).
- Сер Кадор (Пол Кінман) — лицар високого рангу; планував, щоб  кавалерія Камелоту атакувала Мерсію.
- Греттір (Уорік Девіс) —таємничий гном-чорнокнижник з багатьма невідомими здібностями.
- Таурен (Кел Маканінч) —лідер фракції чаклунів-відступників, які присягнули покласти край правлінню Утера, володів магічним каменем, який мав силу трансмутації (виготовляв золото).
- Вільям, Віл Бі (Джо Демпсі) —житель Елдора, Мерліновий друг дитинства.
- Ґрюнгільда (Міріам Марголіс) — піксі, служниця старійшини Сідхе.
- Делвін (Енді Лінден) — був чаклуном і крамарем до того, як його вбив лицар Валіант, коли той продав йому зміїний щит.
- Ізелдір (Тревор Селлерс) — вождь друїдів, володів Чашою Життя та частиною Траскеліону.
- Кара (Олександра Доулінг) — дівчина-друїдка, любов Мордреда; її стратили за наказом Артура, через що Мордред зрікся короля.
- Сіфа (Софі Рандл) — дочка друїда Руадана, служила королеві Гвіневрі, щоб шпигувати за Пендраґонами (за наказом батька).
- Гіллі (Гаррі Меллінг) —молодий чаклун, який брав участь у турнірі "без правил"; використовував магію, дійшов до фіналу, проте програв Утеру.
- Леді Вівіан (Джорджія Моффетт) —красива, але розпещена дочка короля Олафа, в яку Артур тимчасово закохується, перебуваючи під впливом чар.
- Валіант (Вілл Меллор) —відомий воїн Альбіону, шахрай, отруював своїх суперників за допомогою зміїного щита.
- Джефрі Монмутський (Майкл Кронін) —придворний генеалог і керівник бібліотеки Камелоту. Мав повноваження проводити церемонії весілля та коронації.
- Фрея (Лора Доннелі) —дівчина-друїдка, закохалась у Мерліна, що допоміг їй втекти від мисливця за головами Халіга. Померла на березі озера Авалон, після чого стала духом озера.
- Ейра (Ерін Річардс) —любов сера Гвейна, союзниця Моргани.
- Моргауза (Емілія Фокс) —старша дочка Вів'єн, зведена сестра Моргани, вправний воїн та могутня чарівниця.
- Сер Гвейн (Овен Макен) —лицар Круглого столу; хороший друг Мерліна.
- Мордред (Ейса Баттерфілд (роль хлопчика Мордреда); Александр Влагос (роль юнака Мордреда)) —хлопчик-друїд; перша людина, що назвала Мерліна "Емрісом"; йому судилося вбити Артура.
- Німуе (Мішель Раян) —верховна жриця старої релігії, противниця Утера Пендраґона, прагнула його знищити, не врахувавши сили юного чарівника Мерліна.
- Сер Персіваль (Том Гоппер) —лицар Круглого столу і вірний союзник короля Артура Пендраґона з часів його правління.
- Сер Леон (Руперт Янг) —вірний лицар Камелоту, найбільш надійний радник Артура, лицар Круглого столу.
- Сер Ланселот (Сантьяго Карбера) — лицар Круглого столу; один із перших, хто дізнався про юного чарівника; найшляхетніший лицар Камелоту; приніс себе в жертву на острові Благословенних.